# زهرا سوادکوهی
زهرا سوادکوهی (زاده زیرآب، سوادکوه – درگذشته ۱۲۹۵ همدان) همسر دوم رضاشاه پهلوی بود. وی حدود ده سال قبل از جلوس رضاخان به تخت پادشاهی ایران درگذشت.

## زندگی‌نامه
نام دوشیزگی وی گلزار و فرزند کربلایی احمدخان سوادکوهی و فاطمه سادات سوادکوهی بود و در زمانی که رضاخان در سال‌های ۱۲۹۱ تا ۱۲۹۴ در همدان خدمت می‌کرد، به عقد دائم وی درآمد و به همدان رفت، پس از عزیمت رضاخان به تهران وی همچنان در همدان ماند و در مرداد سال ۱۲۹۵ دختری بنام صدیقه به دنیا آورد. وی چند ماه پس از زایمان فرزندش بر اثر بیماری سل در گذشت.